# استان میکولائیف
استان میکولائیف (به اوکراینی: Миколаївська область) از استان‌های جنوب اوکراین است.
مرکز این استان شهر میکولائیف است.

## شهرهای استان میکولائیف

- میکولائیف
- پروومایسک
- وزنسنسک
- یوژنوکرائینسک
- اوچاکیف
- نوویی بوه
- شیهوریفکا
- باشتانکا